# Coppa di Turchia 2016-2017 (pallavolo maschile)
La Coppa di Turchia 2016-2017 si è svolta dal 24 dicembre 2016 al 12 gennaio 2017: al torneo hanno partecipato 12 squadre di club turche e la vittoria finale è andata per la terza volta al Fenerbahçe.

## Regolamento
Alla competizione prendono parte tutte e 12 le squadre partecipanti alla Efeler Ligi. Al termine del girone di andata di regular season, le prime 4 classificate accedono direttamente alla Final Eight, mentre le altre 8 squadre, sorteggiati gli abbinamenti, affrontano le qualificazioni alla fase finale sfidandosi in gare di andata e ritorno: in caso di una vittoria a testa, si qualifica la squadra con miglior quoziente set e, in subordine, di miglior quoziente punti; in caso di ulteriore pareggio, viene disputato un golden set.

## Squadre partecipanti
| - Afyon - Arkas - Beşiktaş - Fenerbahçe - Galatasaray - Halkbank | - İnegöl - İstanbul BB - Maliye Piyango - Memleket - Tokat - Ziraat Bankası |

## Torneo

### Ottavi di finale

#### Andata
| 24 dicembre 2016 Ali Yücel Spor Salonu, Tokat Durata: 1h:34 - Spettatori: 500               | Tokat    | 2 - 3 | İnegöl         | 23-25, 25-20, 24-26, 27-25, 14-16 |
| 24 dicembre 2016 Atatürk Kapalı Spor Salonu, Afyonkarahisar Durata: 1h:34 - Spettatori: 553 | Afyon    | 1 - 3 | Maliye Piyango | 18-25, 23-25, 25-13, 14-25        |
| 25 dicembre 2016 BJK Akatlar Arena, Istanbul Durata: 1h:22 - Spettatori: ?                  | Beşiktaş | 0 - 3 | Halkbank       | 19-25, 22-25, 16-25               |
| 25 dicembre 2016 Harran Üniversitesi Spor Salonu, Şanlıurfa Durata: ? - Spettatori: ?       | Memleket | 0 - 3 | Galatasaray    | 20-25, 20-25, 16-25               |

#### Ritorno
| 28 dicembre 2016 İnegöl Kapalı Spor Salonu, İnegöl Durata: 1h:40 - Spettatori: 500 | İnegöl         | 3 - 1 | Tokat    | 22-25, 25-19, 25-8, 25-19         |
| 28 dicembre 2016 Başkent Voleybol Salonu, Ankara Durata: 2h:07 - Spettatori: ?     | Maliye Piyango | 3 - 2 | Afyon    | 23-25, 25-22, 25-14, 20-25, 15-9  |
| 28 dicembre 2016 Başkent Voleybol Salonu, Ankara Durata: 2h:14 - Spettatori: ?     | Halkbank       | 2 - 3 | Beşiktaş | 21-25, 25-23, 27-25, 19-25, 15-17 |
| 29 dicembre 2016 TAÇ Spor Salonu, Istanbul Durata: 1h:36 - Spettatori: ?           | Galatasaray    | 3 - 0 | Memleket | 25-17, 25-19, 25-23               |

### Final-Eight
|  | Quarti di finale | Quarti di finale | Quarti di finale |             |            | Semifinali | Semifinali | Semifinali |  |  | Finale | Finale | Finale |  |
|  |                  |                  |                  |             |            |            |            |            |  |  |        |        |        |  |
|  | Ziraat Bankası   | Ziraat Bankası   | 2                |             |            |            |            |            |  |  |        |        |        |  |
|  | Ziraat Bankası   | Ziraat Bankası   | 2                |             |            |            |            |            |  |  |        |        |        |  |
|  | İnegöl           | İnegöl           | 3                |             |            |            |            |            |  |  |        |        |        |  |
|  | İnegöl           | İnegöl           | 3                |             | İnegöl     | İnegöl     | 1          |            |  |  |        |        |        |  |
|  |                  |                  |                  |             | İnegöl     | İnegöl     | 1          |            |  |  |        |        |        |  |
|  |                  |                  | Fenerbahçe       | Fenerbahçe  | 3          |            |            |            |  |  |        |        |        |  |
|  | Fenerbahçe       | Fenerbahçe       | Fenerbahçe       | Fenerbahçe  | 3          | 3          |            |            |  |  |        |        |        |  |
|  | Fenerbahçe       | Fenerbahçe       |                  |             |            |            |            |            |  |  |        |        |        |  |
|  | Maliye Piyango   | Maliye Piyango   | 1                |             |            |            |            |            |  |  |        |        |        |  |
|  | Maliye Piyango   | Maliye Piyango   | 1                |             | Fenerbahçe | Fenerbahçe | 3          |            |  |  |        |        |        |  |
|  |                  |                  |                  |             |            |            |            |            |  |  |        |        |        |  |
|  |                  |                  | Halkbank         | Halkbank    | 1          |            |            |            |  |  |        |        |        |  |
|  | Arkas            | Arkas            | Halkbank         | Halkbank    | 1          | 0          |            |            |  |  |        |        |        |  |
|  | Arkas            | Arkas            |                  |             |            |            |            |            |  |  |        |        |        |  |
|  | Halkbank         | Halkbank         | 3                |             |            |            |            |            |  |  |        |        |        |  |
|  | Halkbank         | Halkbank         | 3                |             | Halkbank   | Halkbank   | 3          |            |  |  |        |        |        |  |
|  |                  |                  |                  |             | Halkbank   | Halkbank   | 3          |            |  |  |        |        |        |  |
|  |                  |                  | İstanbul BB      | İstanbul BB | 0          |            |            |            |  |  |        |        |        |  |
|  | İstanbul BB      | İstanbul BB      | İstanbul BB      | İstanbul BB | 0          | 3          |            |            |  |  |        |        |        |  |
|  | İstanbul BB      | İstanbul BB      |                  |             |            |            |            |            |  |  |        |        |        |  |
|  | Galatasaray      | Galatasaray      | 1                |             |            |            |            |            |  |  |        |        |        |  |

#### Quarti di finale
| 10 gennaio 2017 Balıkesir Yeni Spor Salonu, Balıkesir Durata: 2h:26 - Spettatori: 500 | Ziraat Bankası | 2 - 3 | İnegöl         | 26-24, 22-25, 25-22, 21-25, 10-15 |
| 10 gennaio 2017 Balıkesir Yeni Spor Salonu, Balıkesir Durata: 2h:12 - Spettatori: ?   | Fenerbahçe     | 3 - 1 | Maliye Piyango | 25-23, 26-24, 13-25, 25-21        |
| 10 gennaio 2017 Balıkesir Yeni Spor Salonu, Balıkesir Durata: 1h:31 - Spettatori: ?   | Arkas          | 0 - 3 | Halkbank       | 19-25, 20-25, 24-26               |
| 10 gennaio 2017 Balıkesir Yeni Spor Salonu, Balıkesir Durata: 2h:15 - Spettatori: ?   | İstanbul BB    | 3 - 1 | Galatasaray    | 25-17, 27-25, 21-25, 25-22        |

#### Semifinali
| 11 gennaio 2017 Balıkesir Yeni Spor Salonu, Balıkesir Durata: 2h:13 - Spettatori: ? | İnegöl   | 1 - 3 | Fenerbahçe  | 18-25, 21-25, 32-30, 24-26 |
| 11 gennaio 2017 Balıkesir Yeni Spor Salonu, Balıkesir Durata: 1h:39 - Spettatori: ? | Halkbank | 3 - 0 | İstanbul BB | 25-20, 28-26, 28-26        |

#### Finale
| 12 gennaio 2017 Balıkesir Yeni Spor Salonu, Balıkesir Durata: 2h:02 - Spettatori: ? | Fenerbahçe | 3 - 1 | Halkbank | 25-23, 25-20, 15-25, 25-21 |